# Echeandia chandleri
Echeandia chandleri là một loài thực vật có hoa trong họ Măng tây. Loài này được (Greenm. & C.H.Thomps.) Cruden mô tả khoa học đầu tiên năm 1993.